# نشان ملی اتریش
نشان ملی اتریش از سال ۱۹۴۵ به کار میرفته است. در این نشان عقاب نماد قدرت، سپر نشان اتریش، تاج دیوارنما بر سر عقاب نماد طبقهٔ متوسط جامعه، داس نماد کشاورزی، چکش نماد صنعت و زنجیر گسسته نماد آزادی است.